# Gramàtica del livonià
El livonià és una llengua baltofinesa i, com a tal, té una relació estreta amb l'estonià i el finès.

## Pronoms

### Pronoms personals
| Singular   |                 |                |                 |
|            | Primera persona | Segona persona | Tercera persona |
| ---------- | --------------- | -------------- | --------------- |
| Nominatiu  | mina/ma         | sina/sa        | täma/ta         |
| Genitiu    | mīn             | sīn            | täm             |
| Datiu      | minnõn          | sinnõn         | tämmõn          |
| Translatiu | minkõks         | sinkõks        | tämkõks         |
| Partitiu   | mīnda           | sīnda          | tǟnda           |
| Inessiu    | mins/minšõ      | sins/sinšõ     | täms/tamšõ      |
| Elatiu     | minst/minstõ    | sinst/sinstõ   | tämst/tämstõ    |
| Il·latiu   | minnõ           | sinnõ          | tämmõ           |

| Plural     |                 |                |                 |
|            | Primera persona | Segona persona | Tercera persona |
| ---------- | --------------- | -------------- | --------------- |
| Nominatiu  | mēg             | tēg            | ne              |
| Genitiu    | mäd             | täd            | nänt            |
| Datiu      | mäddõn          | täddõn         | näntõn          |
| Translatiu | mätkõks         | tätkõks        | näntkõks        |
| Partitiu   | mēḑi            | tēḑi           | nēḑi            |
| Inessiu    | mēšši           | tēšši          | nēšši           |
| Elatiu     | mēšti           | tēšti          | nēšti           |
| Il·latiu   | mēži            | tēži           | nēži            |

Nota: els pronoms de tercera persona no tenen gènere.

### Pronoms demostratius
|            | Singular      | Plural)  |
| ---------- | ------------- | -------- |
| Nominatiu  | sīe/se        | ne       |
| Genitiu    | sīe/se        | nänt     |
| Datiu      | sīen          | näntõn   |
| Translatiu | sīeks/sīekõks | näntkõks |
| Partitiu   | sīeda         | nēḑi     |
| Inessiu    | sīes/sīessõ   | nẽšši    |
| Elatiu     | sīest/sīestõ  | nēšti    |
| Il·latiu   | sīezõ         | nēži     |

Nota: El pronom demostratiu plural és igual que el pronom personal de la tercera persona del plural.

### Pronoms reflexius
|            | Singular | Plural    |
| ---------- | -------- | --------- |
| Nominatiu  | iž       | iž        |
| Genitiu    | eņtš     | eņtš      |
| Datiu      | eņtšõn   | eņtšõn    |
| Translatiu | eņtšõks  | eņtšōdõks |
| Partitiu   | eņtšta   | eņtšidi   |
| Inessiu    | eņtšõs   | eņtšis    |
| Elatiu     | eņtšõst  | eņtšist   |
| Il·latiu   | eņtšõ(z) | eņtšiz    |

Nota: El pronom reflexiu té diversos usos. Evidentment, se l'utilitza com a pronom reflexiu en frases com ara «minnõn eņtšõn um vajag…», que vol dir: «em cal…» (literalment: «a mi mateix és necessari…»). Tanmateix, el pronom també pot expressar possessió i sovint substitueix les formes genitives dels pronoms personals. Per exemple: «ma sīeda kūliz eņtš izast» («ho vaig sentir del meu pare»). Els pronoms reflexius també es poden fer servir en expressions adverbials: «täm eņtš ie» («aquesta mateixa nit»).